# Pop Pop Kuduro
Singles par Papi Sánchez
Como Respirar
(2010)
Pop Pop Kuduro est une chanson du G-Nose et Nelinho en collaboration avec le rappeur espagnol Papi Sanchez sortie le 17 octobre 2011. la chanson a été écrite par Fernando Avelino Coelho dit G-Nose, Manuel Antonio Cardia Lima dit Nelinho, Robert José de León Sanchez dit Papi Sanchez, Franck Derouin, Jean Marie et Janyce Heintre. Le single arrive numéro un du club 40 en France durant 2 semaines consécutives en octobre 2011.

## Clip vidéo
Le clip sort le 6 septembre 2011 sur le site de partage YouTube sur le compte officiel de G-Nose et Nelinho. D'une duré de 2 minutes et 53 secondes, la vidéo a été visionnée plus de 711 000 fois

## Liste des pistes
Promo - Digital
1. Pop Pop Kuduro (Radio Edit) -	2:46

## Classement par pays
| Classement (2011) | Meilleure position |
| ----------------- | ------------------ |
| France (SNEP)     | 58                 |
| France (Club 40)  | 1                  |